# Delaney & Bonnie
Delaney & Bonnie Bramlett was een Amerikaans rockduo en echtpaar. In 1969 en 1970 vormden ze het rock/soul-ensemble Delaney & Bonnie and Friends, met de leden Duane Allman, Gregg Allman, Eric Clapton, George Harrison, Leon Russell, Bobby Whitlock, Dave Mason, Steve Howe, Rita Coolidge en King Curtis. 

## Bezetting
Delaney Bramlett (Pontotoc County, Mississippi, 1 juli 1939 – Los Angeles, 27 december 2008) leerde gitaar spelen in zijn jeugd. Hij verhuisde in 1959 naar Los Angeles, waar hij sessiemuzikant werd. Zijn meest opvallende vroege werk was als lid van The Shindogs, de huisband voor de ABC-tv-serie Shindig! (1964-1966), waaronder ook gitarist en toetsenist Leon Russell. Hij was de eerste artiest die tekende bij Independence Records. Zijn debuutsingle Guess I Must be Dreamin' werd geproduceerd door Russell.
Bonnie Bramlett (geboren Bonnie Lynn O'Farrell, geboren op 8 november 1944 in Granite City, Illinois) was op jonge leeftijd een volleerd zangeres en trad op toen ze 14 jaar oud was met bluesgitarist Albert King en in de Ike & Tina Turner Revue - de eerste blanke Ikette. Ze verhuisde in 1967 naar Los Angeles en ontmoette en trouwde later dat jaar met Bramlett.

## Carrière
Delaney Bramlett en Leon Russell hadden veel kennissen in de muziekbusiness door hun werk in The Shindogs en vormden een band van solide, zij het wisselende, muzikanten rond Delaney & Bonnie. De band werd bekend als Delaney & Bonnie and Friends, vanwege de regelmatige personeelswisselingen. Ze kregen een platencontract bij Stax Records en voltooiden het werk aan hun eerste album Home in 1968. In zijn autobiografie uit 2007 beweerde Eric Clapton ten onrechte dat Delaney & Bonnie and Friends de eerste blanke groep was die een contract met Stax ondertekende. Ondanks productie- en sessie-assistentie van Donald 'Duck' Dunn, Isaac Hayes en andere Stax-pijlers uit die tijd, was het album niet succesvol misschien vanwege een slechte promotie, want het was een van de 27 albums die Stax tegelijkertijd uitbracht in de eerste poging van dat label om zich op de albummarkt te vestigen.
Delaney en Bonnie verhuisden naar Elektra Records voor hun tweede album The Original Delaney & Bonnie & Friends (Accept No Substitute) (1969). Hoewel het ook niet goed verkocht, zorgde het voor opwinding in kringen van de muziekindustrie toen George Harrison, na het horen van pre-publicatiemixen van het album, Delaney en Bonnie een contract aanbood bij het Beatles-label Apple Records, dat Delaney en Bonnie tekenden ondanks hun voorafgaande contractuele verbintenis met Elektra. Het Apple-contract werd vervolgens ontbonden, maar dit incident veroorzaakte een ruzie tussen Delaney en Elektra. Delaney en Bonnie werden eind 1969 ontslagen van hun Elektra-contract, nadat Delaney had gedreigd Elektra-oprichter Jac Holzman te vermoorden omdat hun album niet te koop was in de stad waar zijn vader woonde.
Op grond van Accept No Substitute en op voorstel van zijn vriend Harrison, nam Eric Clapton Delaney & Bonnie and Friends medio 1969 mee op pad als voorprogramma van de superband Blind Faith die hij had geformeerd. Clapton raakte al snel bevriend met Delaney, Bonnie en hun band en gaf de voorkeur aan hun muziek boven die van Blind Faith. Onder de indruk van hun liveoptredens, stond hij in deze periode vaak op het podium met Delaney & Bonnie and Friends en hij bleef opnemen en toeren met hen na het uiteenvallen van Blind Faith in augustus 1969. Clapton hielp bij het sluiten van een nieuw platencontract voor Delaney & Bonnie met zijn toenmalige Amerikaanse label, Atco (Atlantic) Records en trad op (met Harrison, Dave Mason en anderen) op het derde album van Delaney & Bonnie, het livealbum On Tour with Eric Clapton (Atco; opgenomen in het VK, 7 december 1969 en uitgebracht in Noord-Amerika in maart 1970). Dit album zou hun meest succesvolle zijn met het bereiken van nummer 29 in de Billboard 200 en het behalen van de gouden RIAA-status. Clapton rekruteerde ook Delaney & Bonnie en hun band om hem te ondersteunen op zijn debuut soloalbum, opgenomen in eind 1969/ begin 1970 en geproduceerd door Delaney.
Delaney en Bonnie bleven de rest van hun carrière goed aangeschreven, zij het met het maken van bescheiden verkopende albums. Soul Shake (een cover van Soulshake van Peggy Scott & Jo Jo Benson uit 1969) van To Bonnie to Delaney (1970) piekte op nummer 43 in de Billboard Hot 100 op 19 september 1970 en Never Ending Song of Love van het grotendeels akoestische album Motel Shot (1971) bereikte nummer 13 in de Hot 100 van 24 tot 14 juli 1971 en was Billboards nummer 67 single van 1971. Andere opmerkelijke activiteiten van de band tijdens deze periode was hun deelname (met The Grateful Dead, The Band en Janis Joplin) aan de Festival Express-tournee in 1970 door Canada, met een optreden op het Strawberry Fields Festival, een verschijning in de film Vanishing Point uit 1971 van Richard C. Sarafian, hun bijdrage aan het nummer You Got to Believe aan de soundtrack en een liveshow in juli 1971, uitgezonden door WABC-FM (nu WPLJ) uit New York, ondersteund door Duane Allman, Gregg Allman en King Curtis. Het nummer Come On in My Kitchen van het laatste optreden is opgenomen op het compilatiealbum Anthology, Vol. II uit 1974 van Duane Allman.
Tegen het einde van 1971 begon Delaney en Bonnie's vaak onstuimige relatie tekenen van spanning te vertonen. Bonnie beschreef hun relatie als gewelddadig vanwege hun cocaïneverslaving en ze maakten vaak ruzie. Hun volgende album Country Life werd door Atco afgewezen op grond van slechte kwaliteit en Atco/Atlantic verkoos het platencontract van Delaney en Bonnie, inclusief de mastertapes van dit album, aan CBS Records te verkopen. Columbia bracht dit album uit in in maart 1972 in een andere nummervolgorde dan die bij Atco was ingediend als D&B Together. Het was Delaney en Bonnie's laatste album met nieuw materiaal. Ze scheidden in 1972.

## Nalatenschap

### Live succes
Delaney en Bonnie worden over het algemeen het best herinnerd om hun albums On Tour met Eric Clapton en Motel Shot. On Tour was verreweg hun best verkochte album en is (behalve hun versie van Come On in My Kitchen met Duane Allman, uitgebracht na het uiteenvallen van Delaney & Bonnie en de dood van Allman) het enige officiële document van hun live werk. Delaney en Bonnie werden door velen beschouwd als op hun best op het podium. Motel Shot, hoewel technisch gezien een studioalbum, werd grotendeels live in de studio opgenomen met akoestische instrumenten, een zeldzaamheid voor rockbands in die tijd.

### Invloeden
Delaney en Bonnie hebben niet alleen een rijk opgenomen nalatenschap geproduceerd, maar hebben ook veel collega-muzikanten van hun tijd beïnvloed. Delaney is genoemd als de persoon die George Harrison slide-gitaar leerde spelen, een techniek die Harrison overal met veel succes gebruikte tijdens zijn solo-opnamecarrière. Bonnie van haar kant wordt vermeld (met Delaney, Clapton en/of Leon Russell) als co-auteur van verschillende populaire liedjes, waaronder Groupie (Superstar) (een Top 10-hit voor The Carpenters in 1971, ook gecoverd door ex-Delaney & Bonnie achtergrondzangeres Rita Coolidge, Bette Midler, Sonic Youth en vele anderen) en Let It Rain van Clapton. (Bonnie's liedauteurschap werd een kwestie van geschil in de laatste jaren van Delaney's leven, waarbij Delaney beweerde dat hij veel van deze liedjes schreef, maar het eigendom aan Bonnie toekende om een zwaar publicatiecontract te ontwijken, een bewering die indirect werd ondersteund door verklaringen die werden afgelegd door Clapton. Veel nummers waaraan Bonnie Bramlett heeft bijgedragen tijdens het bestaan van de band, maar waarvoor Delaney Bramlett oorspronkelijk niet werd vermeld, vermelden nu beide Bramletts als co-auteurs in de Repertoire-database van BMI).

### 'Friends'
Delaney en Bonnie's 'Friends' van de hoogtijdagen van de band in 1969-1970 hadden ook een aanzienlijke impact. Na het uiteenvallen van deze versie van de band begin 1970, rekruteerde Leon Russell veel van zijn ex-leden, behalve Delaney, Bonnie en zanger/toetsenist Bobby Whitlock, om zich bij de band van Joe Cocker aan te sluiten, die deelnam aan de Mad Dogs en Englishmen opnamesessies van Cocker en een  Noord-Amerikaanse tournee (maart-mei 1970; de versie van Groupie (Superstar) van Rita Coolidge werd opgenomen met deze band terwijl ze op tournee waren). Whitlock voegde zich ondertussen bij Clapton in zijn huis in Surrey, waar ze liedjes schreven en besloten een band te vormen, waar twee voormalige 'Friends'/Cocker-bandleden, bassist Carl Radle en drummer Jim Gordon zich later bij zouden aansluiten. Als Derek & the Dominos namen ze het historische album Layla and Other Assorted Love Songs (1970) op met hulp bij veel nummers van een andere voormalige 'Friends', lead-/slidegitarist Duane Allman. Derek & the Dominos vormden ook de belangrijkste begeleidingsband op het vocale debuutalbum All Things Must Pass (1970) van George Harrison met hulp van de voormalige 'Friends' Dave Mason, Bobby Keys en Jim Price.

## Privéleven en overlijden
Delaney en Bonnie Bramlett hadden een gezamenlijke dochter Bekka (geb. 19 april 1968), die onder andere van 1993 tot 1995 Stevie Nicks verving bij Fleetwood Mac. Delaney Bramlett overleed op 27 december 2008 op 69-jarige leeftijd in Los Angeles aan de gevolgen van een galblaasoperatie.

## NPO Radio 2 Top 2000
Van Delaney & Bonnie stond alleen Free the People in 1999 in de NPO Radio 2 Top 2000, op plek 1797.